# Söderhamns Skidkamrater
Söderhamns Skidkamrater är en skidförening i Söderhamn som bildades 1985 efter att Söderhamns IF:s olika sektioner, friidrott, fotboll och skidor, gick skilda vägar.
Hällmyra är den motionsanläggning som Söderhamns Skidkamrater har som hemmaarena.